# Neocyclops mediterraneus
Neocyclops mediterraneus – gatunek widłonoga z rodziny Halicyclopidae. Nazwa naukowa tego gatunku skorupiaków została opublikowana w 1960 roku na podstawie prac naukowych niemieckiego zoologa Friedricha Kiefera.